# Branca de Castela (1319–1375)
Branca de Castela (em castelhano: Blanca de Castilla; agosto de 1319 — 1375), a única filha de Pedro, infante de Castela e de Maria, infanta de Aragão, foi prometida em casamento a Pedro I de Portugal. Contudo, o casamento não se chegou a realizar. Depois foi nomeada senhora do Mosteiro de Las Huelgas.

## Biografia
Nascida em Alcocer, em agosto de 1319, Branca era a única e póstuma filha de Pedro, infante de Castela e de Maria, infanta de Aragão. Seus avós paternos foram Sancho IV de Leão e Castela e Maria de Molina e os maternos Jaime II de Aragão e Branca de Anjou.
Seu pai, o infante Pedro, era senhor de Cameros, Almazán, Berlanga, Monteagudo e Cifuentes, e o mordomo de seu irmão o rei Fernando IV de Castela.  Após a morte deste, em 1312, Pedro tornou-se tutor de seu sobrinho, Afonso XI de Castela. O próprio Pedro faleceu em 1319, combatendo os mouros no Reino Nacérida de Granada, com apenas vinte anos de idade, deixando a sua esposa que estava esperando um bebé.

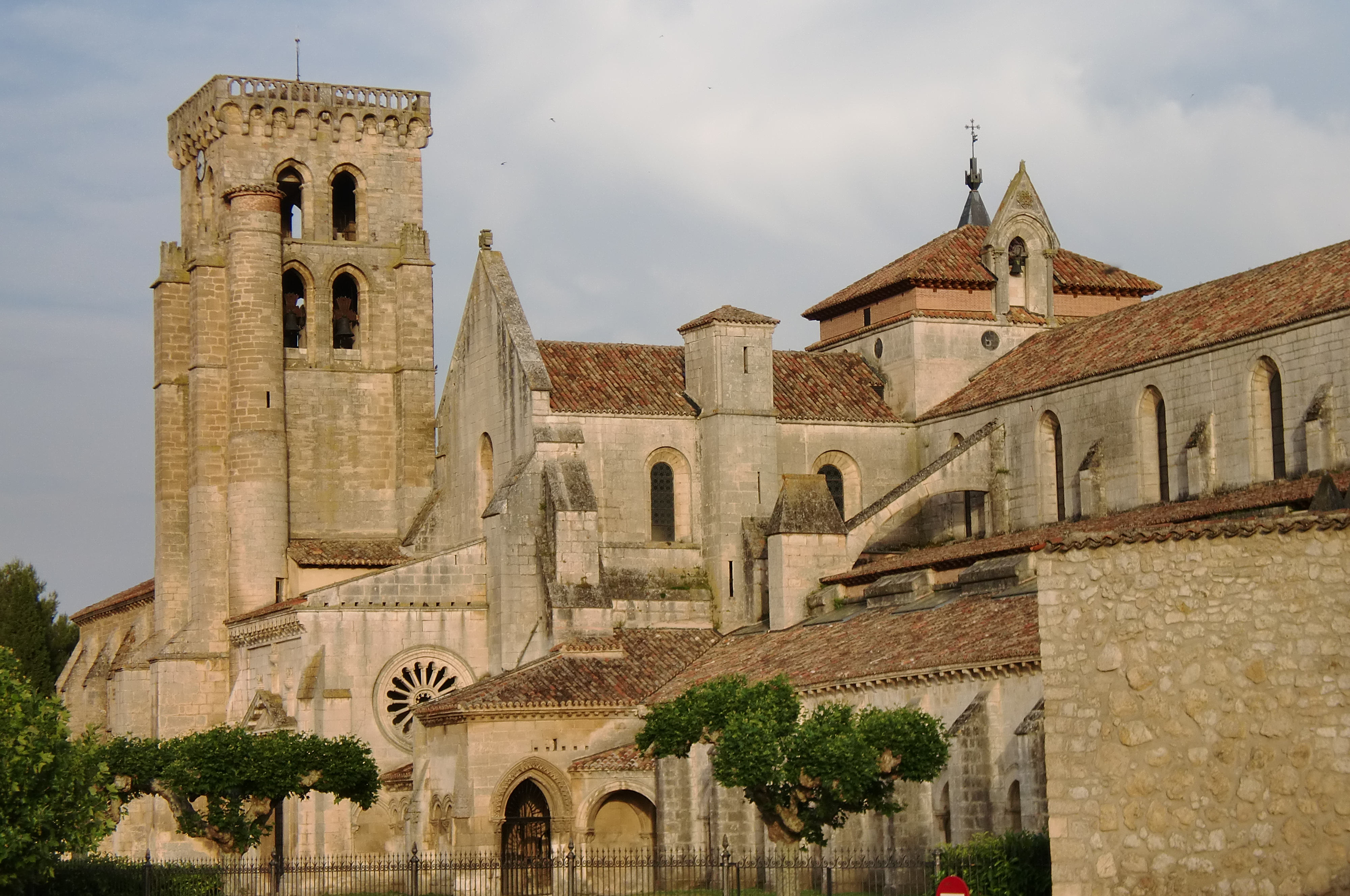
Mosteiro de Las Huelgas

Após a morte do infante Pedro, Garci Lasso de la Vega — que mais tarde se tornou favorito do rei Afonso XI — escreveu ao rei Jaime II de Aragão que seu genro prometeu-lhe que a sua criança por nascer seria criada por si como seu aio.
Logo no ano seguinte à morte de Pedro, Maria levou Branca para o Reino de Aragão. Em 1322, a mãe de Branca e Garcilaso de la Vega, administrador das posses de Branca em Castela, concordaram em casá-la com seu primo, o rei Afonso XI, quando ambos atingissem a maioridade. Em 1325, porém, o avô de Branca, o rei Jaime II, planejou dá-la em casamento a João de Haro o Torto, senhor da Biscaia e adversário do infante Filipe de Castela — tio paterno de Branca como um dos filhos do rei Sancho IV e da rainha Maria de Molina — então regente em nome de seu sobrinho. Afonso XI no mesmo ano atingiu a maioridade e desbaratou o acordo de casamento, pois temia que João o Torto, fosse empossado dos territórios de Branca, os quais estavam situados na fronteira entre Castela e Aragão. No ano seguinte, Afonso assassinou João.
Branca foi prometida em 1327 em casamento a Pedro I de Portugal mas, dada a sua debilidade e incapacidade, o casamento não se chegou a realizar. Depois foi nomeada senhora do Mosteiro de Las Huelgas, em Burgos, cargo que ocupou até o fim de sua vida, em 1375. A herança que seu pai lhe deixou foi dissipada por Afonso XI, que, desde 1336, foi dando como apanágios a seus filhos ilegítimos com Leonor de Gusmão.